# Monte Bianco di Courmayeur
Il Monte Bianco di Courmayeur (in francese, Mont Blanc de Courmayeur - 4 765 m s.l.m.) è una elevazione situata sul massiccio del Monte Bianco in territorio italiano, in prossimità della vetta principale del Monte Bianco.

## Vetta o anticima
Secondo la definizione di vetta il Monte Bianco di Courmayeur dovrebbe essere considerato come l'anticima del Monte Bianco. Infatti la sua prominenza rispetto al monte Bianco è minore di trenta metri. Tuttavia per l'importanza morfologica, alpinistica e storica l'UIAA l'ha inserita nell'elenco principale dei 4000 delle Alpi.

## Caratteristiche
Culmina all'altezza di 4 765 m ed è ben visibile da Courmayeur.
La prima ascensione nota fu compiuta il 18 agosto 1822 da Frederick Clissold con Joseph-Marie Couttet e altre cinque guide. Gli alpinisti ne raggiunsero la cima scendendo dalla vetta del Monte Bianco.
Dalla cittadina che le dà il nome, partono diverse vie di risalita verso l'intero massiccio. La vetta si raggiunge abbastanza facilmente attraversando la cresta che parte dalla cima del monte Monte Bianco stesso, denominata Col Major (4 741 m) e la cui lunghezza è di circa 800 m.
Le altre vie percorribili dal versante italiano - e che passano lungo la cresta del Brouillard, la cresta dell'Innominata e la cresta di Peuterey - per i profondi dirupi e per le pareti verticali che le caratterizzano, costituiscono delle salite molto impegnative e anche molto ricercate dagli alpinisti esperti.

## Rifugi
- Rifugio del Goûter (3 817 m)
- Bivacco Giuseppe Lampugnani (3 850 m)
- Bivacco Marco Crippa (3 839 m)
- Rifugio Monzino (2 590 m)

## Le disparità cartografiche
Le carte geografiche dell'I.G.N - (Institut Géographique National de France) mostrano la vetta del Monte Bianco di Courmayeur sul confine tra Italia e Francia, in netto contrasto con le carte geografiche dell'I.G.M - (Istituto Geografico Militare di Firenze), sulle quali la cima si trova interamente in territorio italiano.
Un solo trattato bilaterale regola la frontiera italo-francese sulle Alpi, il Trattato di Torino del 24 marzo 1860. In tale trattato, e nei protocolli successivi, viene stabilito tra i due Stati che la frontiera sul Monte Bianco passa a quota 4 810 m, ossia sulla cima del monte stesso. Non esistono a oggi accordi di Stato che indicano il Monte Bianco di Courmayeur in parziale territorio francese.